# Eugène Béjot
Pour les articles homonymes, voir Béjot.

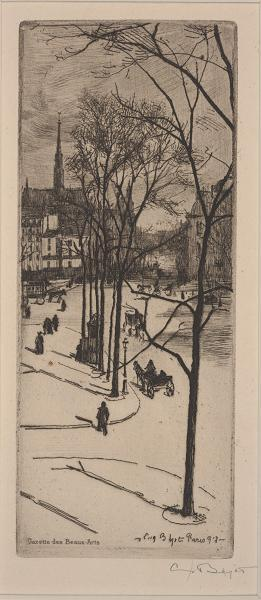
« Une rue à Paris », gravure publiée dans la Gazette des beaux-arts en 1898 (Dallas Museum of Art).

Eugène Béjot, né le 31 août 1867 à Paris et mort dans la même ville le 28 février 1931, est un artiste peintre et graveur français.

## Biographie
Eugène Béjot est le fils de Marie Eulalie Nolle et Alfred Joseph Béjot, marchand de vins établis au 32 boulevard Saint-Germain à Paris.
Il a étudié à l'Académie Julian auprès de Henri-Gabriel Ibels. Durant la décennie 1890, il fréquente et se lie à plusieurs figures du domaine de l'estampe : Henri Guérard, Félix Bracquemond, Félix Buhot, Auguste Lepère et Francis Seymour Haden. 
En 1893 il devient associé de la Société nationale des beaux-arts et il expose au Salon jusqu'en 1912. Il reçoit une médaille d'argent à l'Exposition universelle de 1900. En 1908, il est élu membre de la Royal Society of Painter-Etchers and Engravers à Londres.
Entre 1899 et 1902, il collabore au magazine Cocorico.
Il demeurait 8 quai de la Mégisserie à Paris.
Il est inhumé au cimetière du Père-Lachaise (59e division).

## Œuvre gravé
Eugène Béjot est l'auteur de 436 estampes originales, dont 420 eaux-fortes, vernis mous et aquatinte gravés entre 1891 et 1930. Il a réalisé treize lithographies et trois xylographies entre 1895 et 1898. Son oeuvre compte en outre de nombreuses illustrations pour le livre. 
L'œuvre gravé de Béjot est essentiellement consacré aux paysages urbains. Paris lui fournit ses motifs principaux. Certaines feuilles paraissent isolées, et sont tirées en petit nombre d'exemplaires, entre sept et dix. Il apprécie les papiers anciens et rares pour l'impression. Il publie également des suites, à plus fort tirage, dont les plus célèbres sont : 
- La Seine à Paris (6 eaux-fortes) en 1892
- Du Ier au XXe arrondissement de Paris (20 eaux-fortes plus une couverture), avec une préface de Jules Claretie en 1903
- Bateaux de Paris (14 eaux-fortes) avec un texte de Gustave Geffroy en 1903

Voyageant hors de la capitale, Béjot a également gravé sur d'autres motifs : Nemours (à partir de 1893), Londres, la Hollande (1909), l'Espagne (1912-1913), Anvers (1923-1924). Durant l'entre-deux-guerres, il visite les ports français et grave des vues de Saint-Malo, Rouen, Bordeaux, Nantes, Douarnenez. 
Eugène Béjot est enfin l'auteur de quelques portraits, essentiellement des « types » populaires. 

## Collections publiques
- Limoges, musée national de la porcelaine Adrien-Dubouché
- Nemours, Château-Musée :
  - Vue de Londres, 1903, eau-forte, 18 x 30 cm. 1909.18.1.
  - Le Pont Saint-Louis, 1905, eau-forte, 45 x 31 cm. 1906.55.1.
  - Fromonville. Vieux saules, le Loing et l'église, 1895, eau-forte, 25 x 32 cm. 1919.39.1.
  - Nemours, quai des fossés, 1893, eau-forte, 23 x 32 cm. 1919.38.1.
  - Nemours : la vanne du moulin à tan, 1893, eau-forte, 12 x 9 cm. 1919.37.1.
  - La Nourrice, 1892, eau-forte, 31 x 21 cm. 2016.0.3.
  - Le Port Saint-Nicolas et le pont du Carrousel, 1892, eau-forte, 32 x 43 cm. 2017.0.57.
  - Le Moulin de la Galette, 1897, eau-forte, 29 x 24 cm. 2017.0.142.
  - Le Marché à Nemours, 1893, eau-forte, 20 x 14 cm. 2018.0.76.
  - Premier croquis d'abattoir, 1892, aquatinte, 26 x 19 cm. 2025.0.9.
- Paris, musée Carnavalet
- Paris, musée du Louvre, Département des Arts graphiques : Saint-Malo : bateaux à quai et maisons derrière les remparts, mine de plomb et aquarelle
- Paris, musée d'Orsay
- Paris, Bibliothèque nationale de France, Département des Estampes et de la photographie.

## Décorations
- Chevalier de la Légion d'honneur en 1912[4]